# Ergebnistabelle
Die Ergebnistabelle ist das Instrument, mit der die kaufmännische Abgrenzungsrechnung zur Vorbereitung der Kosten- und Leistungsrechnung durchgeführt wird. Sie ist Bestandteil der Kostenartenrechnung.
In ihr werden die bilanziell erfassten Aufwendungen und Erträge danach aufgeteilt, ob sie neutral (und damit betriebsfremd bzw. außerordentlich bzw. periodenfremd) oder betriebsbezogen sind. Bei den betriebsbezogenen Positionen handelt es sich somit um Kosten beziehungsweise Leistungen, welche dann als Grundlage für die weitere Kosten- und Leistungsrechnung dienen.
Neben den Aufwendungen und Erträgen müssen ebenfalls kalkulatorische Kosten erfasst werden. Falls diesen Kosten zweckgleiche Aufwendungen gegenüberstehen, werden diese beiden Positionen über die Spalten der kostenrechnerischen Korrekturen miteinander verrechnet.